# AEGON Trophy 2013
Die AEGON Trophy 2013 war ein Tennisturnier der ATP Challenger Tour 2013 für Herren und ein Tennisturnier des ITF Women’s Circuit 2013 für Damen in Nottingham. Sie fanden zeitgleich vom 3. bis 9. Juni 2013 statt.